# Vésztő
Vésztő [vésté] je město ve východním Maďarsku v župě Békés, spadající pod okres Szeghalom. Nachází se blízko hranic se župou Hajdú-Bihar, asi 30 km severovýchodně od Békéscsaby. V roce 2015 zde žilo 6 855 obyvatel. Podle statistik z roku 2001 z toho bylo 95 % Maďarů a 5 % Romů.
Nejbližšími městy jsou Békés, Komádi, Mezőberény a Szeghalom. Poblíže jsou též obce Bélmegyer, Doboz, Körösújfalu, Okány, Tarhos a Újiráz.